# Ruynes-en-Margeride
Ruynes-en-Margeride é uma comuna francesa na região administrativa de Auvérnia-Ródano-Alpes, no departamento de Cantal. Estende-se por uma área de 30,25 km². Em 2010 a comuna tinha 736 habitantes (densidade: 24,3 hab./km²).